# Verfassungsgericht der Tschechischen Republik
Das Verfassungsgericht der Tschechischen Republik (Ústavní soud České republiky) ist ein unabhängiges Verfassungsorgan Tschechiens und ein spezielles Gericht auf dem Gebiet des Verfassungsrechts. Es ist nicht Teil des Systems der allgemeinen Gerichte in Tschechien. Seine grundlegende Aufgabe ist die Verfassungsmäßigkeit der Rechtsordnung der Republik zu garantieren und den Schutz der Grundrechte zu gewähren.

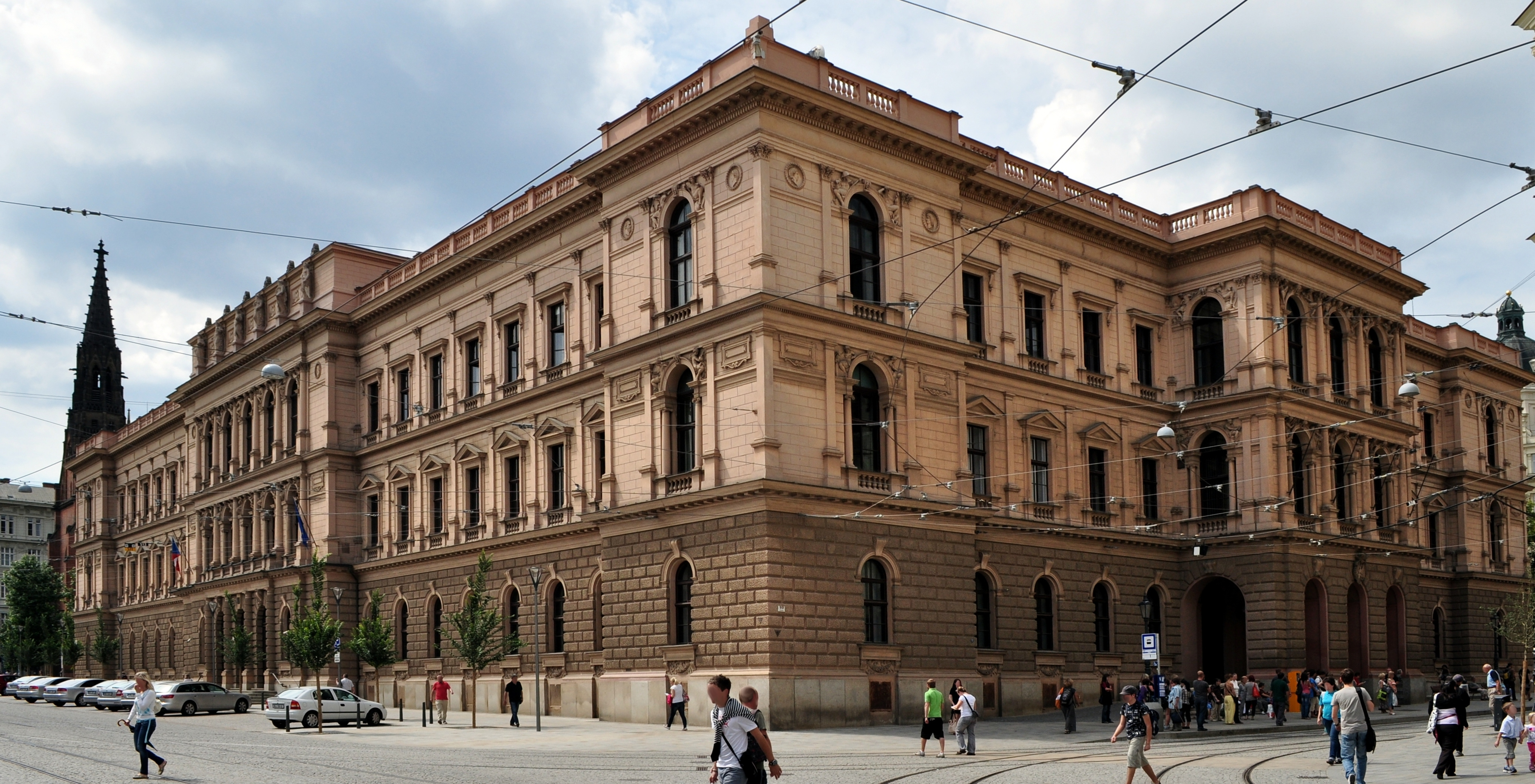
Gebäude des Verfassungsgerichts in Brünn

Das Gericht hat seinen Sitz in Brünn (Brno) im Gebäude des früheren Mährischen Landtages, wo sich seit 1991 bereits die vorhergehende Institution, das Verfassungsgericht der ČSFR, befand. Der Umkreis von 100 Metern um das Gebäude bzw. den Tagungsort wurde zur Bannmeile erklärt.

## Geschichte
Das Verfassungsgesetz über die Tschechoslowakische Föderation von 1968 setzte in Artikel 101 fest: „In der Tschechischen Sozialistischen Republik und der Slowakischen Sozialistischen Republik arbeiten Verfassungsgerichte der Republiken. Ihr Aufgabenbereich und ihre organisatorischen Grundsätze werden durch die Verfassungsgesetze der Nationalräte geregelt.“ Nach dem Scheitern des Prager Frühlings wurde diese Festlegung jedoch nicht umgesetzt, genauso wie die vorgesehene Errichtung eines Verfassungsgerichts der ČSSR. Das Verfassungsgericht der Tschechischen und Slowakischen Föderativen Republik entstand schließlich erst 1991 auf Basis der ersten postkommunistischen Verfassung durch ein besonderes Verfassungsgesetz. Das Verfassungsgericht der Slowakischen Republik wurde eingeführt durch die erste Verfassung der Slowakischen Republik mit Wirkung vom 1. Oktober 1992, wobei die Umsetzung erst nach dem Ende der Tschechoslowakei stattfand. Das Verfassungsgericht der Tschechischen Republik, eingesetzt zum 1. Januar 1993, konnte damit an keine eigenständige Institution der Tschechischen Republik aus der Föderationszeit anknüpfen, sondern ging hinsichtlich des Personals und teils auch inhaltlich aus dem ehemaligen Verfassungsgericht der ČSFR hervor.

## Aufgaben
Aufgabe des Tschechischen Verfassungsgerichts ist Schutz und Wahrung der Verfassungsmäßigkeit der erlassenen rechtlichen Grundlagen und der Tätigkeit der Exekutive.
Der Verfassungsgericht hat die Kompetenzen zu entscheiden über
- die Aufhebung von Gesetzen oder einzelne ihrer Bestimmungen, wenn diese der Verfassungsordnung widersprechen
- die Aufhebung anderer Rechtsvorschriften oder einzelne ihrer Bestimmungen, wenn diese der Verfassungsordnung oder einem Gesetz widersprechen,
- Verfassungsbeschwerden der Organe der territorialen Selbstverwaltung gegen ungesetzliche Eingriffe des Staates,
- Verfassungsbeschwerden gegen rechtskräftige Entscheidungen und andere Eingriffe der öffentlichen Hand in verfassungsrechtlich garantierte Grundrechte und Freiheiten,
- Rechtsmittel gegen Entscheidungen in Sachen der Wahlüberprüfung von Abgeordneten oder Senatoren,
- im Zweifel über den Verlust der Wählbarkeit und über die Unvereinbarkeit der Ausübung der Funktion eines Abgeordneten oder Senators nach Art. 25 der Verfassung,
- die Verfassungsklage des Senates gegen den Präsidenten der Republik nach Artikel 65 Abs. 2 der Verfassung,
- den Antrag des Präsidenten der Republik über die Aufhebung von Beschlüssen des Abgeordnetenhauses und des Senates nach Art. 66 der Verfassung,
- unumgängliche Maßnahmen zum Vollzug von Entscheidungen internationaler Gerichte, die für Tschechien bindend sind, falls nicht anders möglich,
- darüber, ob die Entscheidung über die Auflösung einer politischen Partei oder anderer Entscheidungen betreffend die Aktivitäten einer Partei mit der Verfassung oder anderen Gesetzen im Einklang ist,
- Streitigkeiten um den Kompetenzumfang der Organe des Staates und der territorialen Selbstverwaltung, falls dies nicht anderen Organen zusteht,
- Rechtsmittel gegen Entscheidungen des Präsidenten der Republik, das Referendum über den Betritt Tschechiens zur Europäischen Union nicht auszurufen
- darüber, ob der Beitritt bei Durchführung eines solchen Referendums mit dem Verfassungsgesetz über das Referendumsgesetz und dessen Ausführungsbestimmung vereinbar ist.

Trotzdem hat das Verfassungsgericht in seiner Judikatur vielfach bekräftigt, dass es nicht der Oberste Gerichtshof ist, jedoch de facto als letzte innerstaatliche Instanz arbeitet.

## Aufbau
Die fünfzehn Richter des Verfassungsgerichts ernennt der Präsident der Republik nach Zustimmung des Senates. Die Amtsperiode der Richter ist 10 Jahre. Zum Verfassungsrichter kann jeder unbescholtener Staatsbürger, der in den Senat wählbar ist (älter ist als 40 Jahre), eine juristische Hochschulausbildung besitzt und mindestens 10 Jahre im Juristenberuf tätig war. Eine wiederholte Ernennung derselben Person ist nicht verboten. Der Vorsitzende des Gerichtes ernennt zu jedem Richter auf dessen Vorschlag Richterassistenten.
Während der Präsidentschaft von Václav Havel kam es zwischen Präsident und Senat in der Frage der Ernennungen zu keinen schweren Streitigkeiten. Nach dem Antritt von Václav Klaus entflammte jedoch hierin ein scharfer Konflikt, als der Senat vier vom Präsidenten nacheinander vorgeschlagene Kandidaten ablehnte, Aleš Pejchal schließlich sogar zweimal. Unter den vom Senat abgelehnten waren z. B. Václav Pavlíček, Vladimír Balaš, Klára Veselá-Samková und Milan Gavlas. Der Präsident bezeichnete den Antrag des Senates, eine größere Zahl besser geeigneter Kandidaten vorzuschlagen, als skandalös, während der Senat dem Präsidenten vorwarf, dass er seine Vorschläge nicht vorher mit ihnen abgestimmt hätte. Von Juli 2003 bis Dezember 2005 hatte somit das Verfassungsgericht nicht die volle Richteranzahl.

### Aktuelle Besetzung
| Präsident          | Josef Baxa               |
| Vizepräsidentinnen | Veronika Křesťanová      |
| Vizepräsidentinnen | Kateřina Ronovská        |
| I. senát           | Tomáš Langášek           |
| I. senát           | Dita Řepková             |
| I. senát           | Jan Wintr                |
| II. senát          | Pavel Šámal              |
| II. senát          | Jiří Přibáň              |
| II. senát          | Jaromír Jirsa            |
| III. senát         | Milan Hulmák             |
| III. senát         | Jan Svatoň               |
| III. senát         | Daniela Zemanová         |
| IV. senát          | Zdeněk Kühn              |
| IV. senát          | Lucie Dolanská Bányaiová |
| IV. senát          | Josef Fiala              |

Stand Februar 2025

### Ehemalige Präsidenten
- Zdeněk Kessler, 1993 bis 2003
- Miloš Holeček, 2003 bis 2003
- Pavel Rychetský, 2003 bis 2023

### Ehemalige Richter (Auswahl)
Ernannt durch Präsident Václav Havel:
- Vojtěch Cepl, 1993 bis 2003
- Vladimír Klokočka, 1993 bis 2003
- Jiří Malenovský, 2000 bis 2004, erster Richter mit Zustimmung des Senates
- Jan Filip, 2013–2023

## Bekannte Fälle
Zu den bekanntesten Fällen gehörten die Entschlussfassungen über die Nichtübereinstimmung des Vertrages von Lissabon mit der Verfassung der Tschechischen Republik.
Ein bahnbrechendes Urteil fällte das Gericht mit der Aufhebung des Verfassungsgesetzes über die Verkürzung der 5. Wahlperiode des Abgeordnetenhauses, wodurch im September 2009 die bereits angekündigte und vorbereitete Tschechische Parlamentswahl 2009 abgesagt wurde.